# Siergiej Sobolew
Siergiej Lwowicz Sobolew (ros. Сергей Львович Соболев; ur. 23 września?/6 października 1908 w Petersburgu, zm. 3 stycznia 1989 w Moskwie) – rosyjski matematyk.

## Życiorys
W 1924 ukończył szkołę średnią w Leningradzie, a w 1929 Wydział Fizyczno-Matematyczny Leningradzkiego Uniwersytetu Państwowego, po czym podjął pracę w Instytucie Sejsmologicznym Akademii Nauk ZSRR. W 1935 został profesorem Uniwersytetu w Moskwie, a w 1957 roku dyrektorem Instytutu Matematyki na Oddziale Syberyjskim Akademii Nauk ZSRR w Nowosybirsku oraz profesorem w Nowosybirskim Uniwersytecie Państwowym. Od 1 lutego 1933 był członkiem korespondentem, a od 29 lutego 1939 członkiem rzeczywistym Akademii Nauk ZSRR. W 1934 został doktorem nauk matematycznych, a w 1937 profesorem. Prowadził prace w przedmiocie równań różniczkowych cząstkowych, fizyki matematycznej, analizy matematycznej i metod numerycznych. Wprowadził pojęcie uogólnionego rozwiązania równania różniczkowego i związane z tym koncepcje teorii dystrybucji, a także ważną dla współczesnej teorii dystrybucji, jak również bardzo istotną dla współczesnej teorii równań różniczkowych klasę przestrzeni, zwaną przestrzenią Sobolewa. Był deputowanym do Rady Najwyższej RFSRR oraz członkiem Komitetu Nagród Leninowskich i Nagród Państwowych ZSRR. Został pochowany na Cmentarzu Nowodziewiczym.

## Odznaczenia i nagrody
- Medal Sierp i Młot Bohatera Pracy Socjalistycznej (8 grudnia 1951)
- Order Lenina (siedmiokrotnie, 10 czerwca 1945, 29 października 1949, 8 grudnia 1951, 19 września 1953, 30 października 1958, 29 kwietnia 1967 i 17 września 1975)
- Order Rewolucji Październikowej (5 października 1978)
- Order Czerwonego Sztandaru Pracy (5 stycznia 1954)
- Order „Znak Honoru” (7 maja 1940)
- Nagroda Stalinowska I stopnia (dwukrotnie, 1951 i 1953)
- Nagroda Stalinowska II stopnia (1941)
- Nagroda Państwowa ZSRR (1986)